# Waldshut járás
Waldshut járás egy járás Baden-Württembergben. Waldshut járás Breisgau-Hochschwarzwald, Lörrach és Schwarzwald-Baar járásokkal határos. Lakosainak száma 163 699 fő (2014. január 3.).

## Népesség
A járás népessége az elmúlt években az alábbi módon változott:

| 2014 | 163 699 |